# 절반, 푸르다.
《절반, 푸르다.》(일본어: 半分、青い。)는 2018년 4월 2일부터 2018년 9월 29일까지 방송된 NHK 연속 TV 소설의 제98시리즈 작품이다.

## 등장인물

### 니레노가
니레노 스즈메 - 나가노 메이 (아역 - 야자키 유사)
본작의 주인공.
니레노 하루 - 마츠유키 야스코
스즈메의 어머니.
니레노 우타로 - 타키토 켄이치
스즈메의 아버지.
니레노 센키치 - 나카무라 마사토시
스즈메의 할아버지.
니레노 렌코(본작의 내레이션) - 후부키 준
스즈메의 할머니.
니레노 소타 - 카미무라 카이세이 (아역 - 시미즈 토야)
스즈메의 남동생.

### 하기오가
하기오 리츠 - 사토 타케루 (아역 - 타카무라 카이토)
스즈메의 오랜 친구.
하기오 와코 - 하라다 토모요
리츠의 어머니.
하기오 야이치 - 타니하라 쇼스케
리츠의 아버지.

### 사이온지가
사이온지 류노스케 - 야모토 유마 (아역 - 오오타케 하루요시)
스즈메, 리츠의 친구.

## 스태프
- 작 - 기타가와 에리코
- 내레이션 - 후부키 준
- 연출 - 다나카 겐지, 도이 쇼헤이, 하시즈메 신이치로
- 제작 통괄 - 가쓰다 나쓰코

## 방송 일자
| 주 | 회        | 방송일                        | 부제                                | 연출                          | 시청률 |
| -- | --------- | ----------------------------- | ----------------------------------- | ----------------------------- | ------ |
| 1  | 01 - 06   | 2018년 04월 02일 ~ 04월 07일  | 태어나고 싶다! 生まれたい！         | 다나카 겐지                   | 20.1%  |
| 2  | 07 - 012  | 2018년 04월 09일 ~ 04월 14일  | 듣고 싶다! 聞きたい！               | 다나카 겐지                   | 20.0%  |
| 3  | 013 - 018 | 2018년 04월 16일 ~ 04월 21일  | 사랑하고 싶다! 恋したい！           | 다나카 겐지                   | 19.8%  |
| 4  | 019 - 024 | 2018년 04월 23일 ~ 04월 28일  | 꿈꾸고 싶다! 夢見たい！             | 도이 쇼헤이                   | 19.6%  |
| 5  | 025 - 030 | 2018년 04월 30일 ~ 05월 05일  | 도쿄, 가고 싶다! 東京、行きたい！   | 도이 쇼헤이                   | 18.5%  |
| 6  | 031 - 036 | 2018년 05월 07일 ~ 05월 12일  | 외치고 싶다! 叫びたい！             | 다나카 겐지                   | 19.8%  |
| 7  | 037 - 042 | 2018년 05월 14일 ~ 05월 19일  | 사과하고 싶다! 謝りたい！           | 도이 쇼헤이                   |        |
| 8  | 043 - 048 | 2018년 05월 21일 ~ 05월 26일  | 돕고 싶다! 助けたい！               | 하시츠메 신이치로             |        |
| 9  | 049 - 054 | 2018년 05월 28일 ~ 06월 02일  | 보고 싶다! 会いたい！               | 다나카 겐지                   |        |
| 10 | 055 - 060 | 2018년 06월 04일 ~ 06월 09일  | 숨이하고 싶다! 息がしたい！         | 도이 쇼헤이                   |        |
| 11 | 061 - 066 | 2018년 06월 11일 ~ 06월 16일  | 데뷔하고 싶다! デビューしたい！     | 하시츠메 신이치로             |        |
| 12 | 067 - 072 | 2018년 06월 19일 ~ 06월 23일  | 결혼하고 싶다! 結婚したい！         | 다나카 겐지                   |        |
| 13 | 073 - 078 | 2018년 06월 25일 ~ 06월 30일  | 일을 하고 싶어요! 仕事が欲しい！    | 다나카 겐지 하시츠메 신이치로 |        |
| 14 | 079 - 084 | 2018년 07월 02일 ~ 07월 07일  | 펄럭 싶다! 羽ばたきたい！           | 다나카 겐지                   |        |
| 15 | 085 - 090 | 2018년 07월 09일 ~ 07월 14일  | 매달려 싶다! すがりたい！           | 하시츠메 신이치로             | 21.9%  |
| 16 | 091 - 096 | 2018년 07월 16일 ~ 07월 21일  | 안고 싶어! 抱きしめたい！           | 다나카 겐지                   | 21.3%  |
| 17 | 097 - 102 | 2018년 07월 23일 ~ 07월 28일  | 받쳐 싶다! 支えたい！               | 후카가와 타카시               | 21.5%  |
| 18 | 103 - 108 | 2018년 07월 30일 ~ 08월 04일  | 돌아가고 싶다! 帰りたい！           | 후카가와 타카시               | 21.2%  |
| 19 | 109 - 114 | 2018년 08월 05일 ~ 08월 011일 | 울고 싶어! 泣きたい！               | 하시즈메 신이치로             | 21.4%  |
| 20 | 115 - 120 | 2018년 08월 13일 ~ 08월 018일 | 시작하고 싶어! 始めたい！           | 하시즈메 신이치로             |        |
| 21 | 121 - 126 | 2018년 08월 20일 ~ 08월 025일 | 살고 싶어! 生きたい！               | 하시즈메 신이치로 타나카 켄지 |        |
| 22 | 127 - 132 | 2018년 08월 27일 ~ 09월 01일  | 뭔가 하고 싶어! 何とかしたい！      | 하시즈메 신이치로             |        |
| 23 | 133 - 138 | 2018년 09월 03일 ~ 09월 08일  | 믿고 싶다! 信じたい！               | 도이 쇼헤이                   | 22.2%  |
| 24 | 139 - 144 | 2018년 09월 10일 ~ 09월 15일  | 바람을 알고 싶다! 風を知りたい！    | 후타미 다이스케               | 22.1%  |
| 25 | 145 - 150 | 2018년 09월 17일 ~ 09월 22일  | 너와 있고 싶어!君といたい！         | 우사가와 타카시 타나카 켄지   | 21.9%  |
| 26 | 151 - 156 | 2018년 09월 24일 ~ 09월 29일  | 행복했으면 좋겠어! 幸せになりたい！ | 타나카 켄지                   | 22.8%  |